# Schoenoxiphium perdensum
Schoenoxiphium perdensum är en halvgräsart som beskrevs av Ilkka Toivo Kalervo Kukkonen. Schoenoxiphium perdensum ingår i släktet Schoenoxiphium och familjen halvgräs. Inga underarter finns listade i Catalogue of Life.